# Athanase Seromba
Athanase Seromba (nascut el 1963) és un sacerdot de Ruanda que va ser considerat culpable d'ajudar en el genocidi i dels crims contra la humanitat comesos en el genocidi ruandès.
En el moment del genocidi, Seromba era sacerdot d'una parròquia catòlica a Nyange, a la província de Kibuye, a l'oest de Ruanda. Va ser acusat de la mort d'uns 2.000 tutsis que es van refugiar a la seva església parroquial. Segons els càrrecs que es van presentar contra ell, Seromba va ordenar que la seva església fos derruïda el 6 d'abril de 1994 i després va disparar a alguns supervivents.
Seromba va fugir de Ruanda al juliol de 1994. Els monjos catòlics el van ajudar a traslladar-se a Itàlia, canviar el seu nom i també el van ajudar a treballar com a sacerdot per a l'Església catòlica prop de la ciutat de Florència utilitzant l'àlies Anastasio Sumba Bura. Sota la pressió de Carla Del Ponte, la llavors Fiscal en Cap de Crims de Guerra de les Nacions Unides, Seromba fou lliurat al Tribunal Penal Internacional per a Ruanda (ICTR) el 6 de febrer de 2002. El 8 de febrer de 2002 es va declarar no culpable dels càrrecs del genocidi, complicitat en el genocidi, conspiració per cometre el genocidi i extermini com un delicte contra la humanitat. El seu judici va començar el 20 de setembre de 2004, davant la Tercera Sala de Primera Instància del TPIR. El 13 de desembre de 2006 fou declarat culpable i sentenciat a 15 anys de presó.
Seromba va apel·lar el veredicte. El 12 de març de 2008 la Cambra d'Apel·lacions del TPIR va decidir que la seva responsabilitat era encara més gran que la que es va trobar anteriorment, va afirmar la seva condemna i va augmentar la seva condemna a cadena perpètua.
El 27 de juny de 2009, Seromba fou transferit a Benín. Seromba està complint la condemnat de presó perpètua a la presó d'Akpro-Missérété a Porto-Novo, Benín.